# Rosmart
Rosmart ist ein Stadtteil von der Stadt Altena im westlichen Sauerland, Nordrhein-Westfalen. Rosmart ist der südöstlichste Stadtteil Altenas und liegt an der Stadtgrenze zu der Kreisstadt Lüdenscheid und zu der Nachbarstadt Werdohl. Bis zum 31. Dezember 1968 gehörte Rosmart zu der ehemals selbstständigen Gemeinde Lüdenscheid-Land.

## Infrastruktur
In diesem Drei-Städte-Eck entstand durch die verkehrsgünstige Lage an der Rosmarter Allee in den letzten Jahren das interkommunale Gewerbegebiet Rosmart. Das eigentliche Dorf Rosmart befindet sich östlich des Gewerbeparks Rosmart und besteht hauptsächlich aus freistehenden Einfamilienhäusern. Durch diese eher dünne Besiedlung wirkte der gesamte Stadtteil bis vor einigen Jahren noch mehr ländlich. Die nächsten Schulen und Kirchen sowie Einkaufsmöglichkeiten befinden sich allerdings nach wie vor nur im nahegelegenen Rahmedetal, in Lüdenscheid und in Werdohl.
Die nächste Fachhochschule ist die Fachhochschule Südwestfalen. Sie unterhält Standorte am nahegelegenen Bahnhof von Lüdenscheid sowie in den gut über die Autobahn erreichbaren Städten Hagen und Iserlohn. In den nahegelegenen Lüdenscheider Stadtteilen Bellmerei, Timberg und Wettringhof befinden sich bereits seit einigen Jahren große Industriebetriebe. Auch diese Argumente sprachen für die Ansiedlung eines Gewerbeparks an dieser Stelle im vorher eher ländlich geprägten Rosmart.

## Entwicklung des Gewerbeparks Rosmart

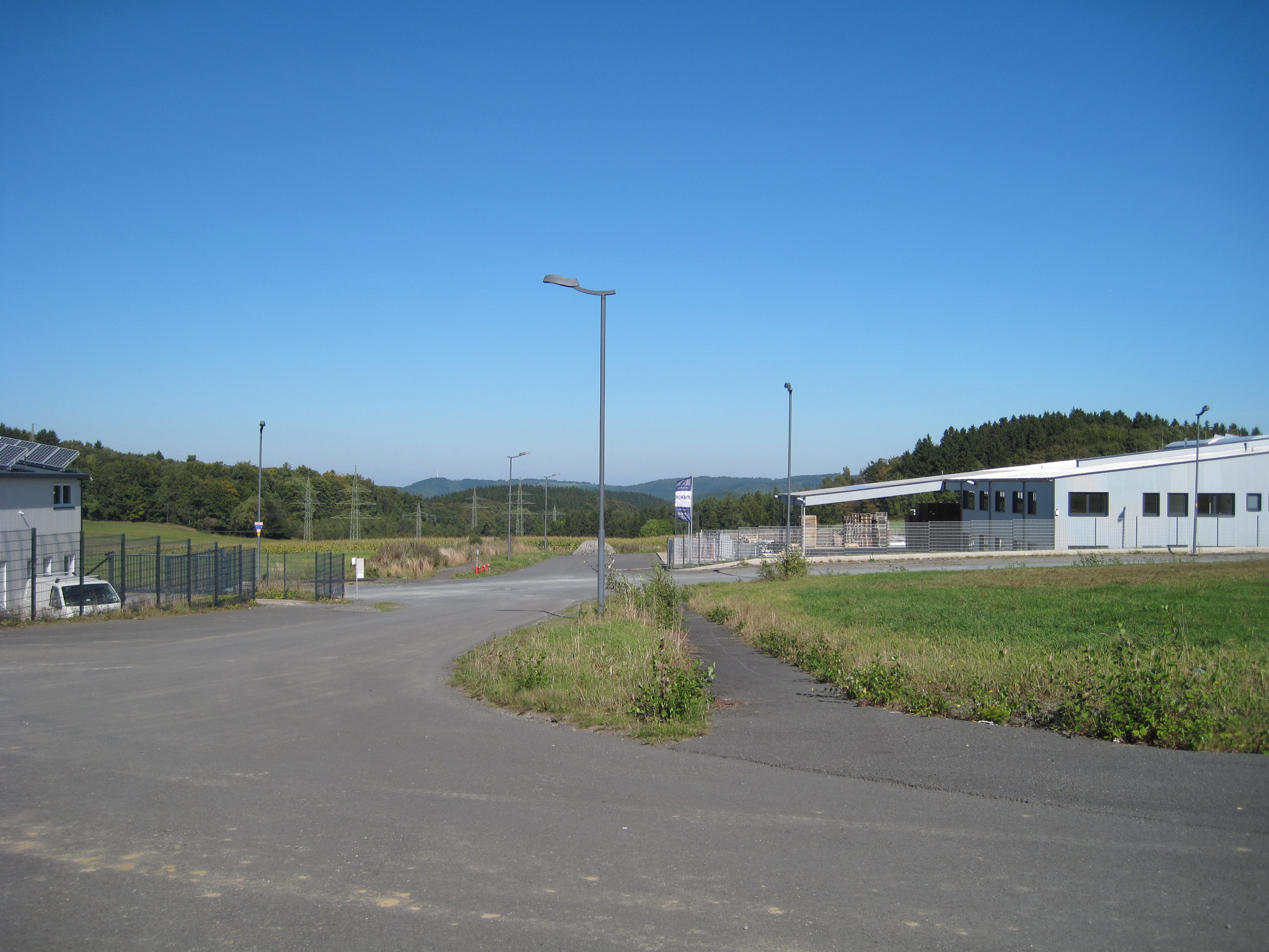
Gewerbegebiet

### Anfänge
Vor einigen Jahren wurde bereits ein Feuerwehrhaus auf dem Gelände des neuen Gewerbegebietes errichtet. Das Feuerwehrhaus war damals notwendig geworden, da im Brandfalle die vorhandenen Feuerwehren in Altena, Lüdenscheid oder Werdohl zu weit weg für einen Löscheinsatz gewesen wären.

### 2012
Bereits im Oktober 2012 wurde durch die Zeitung „Westfälische Rundschau“ bekannt, dass es mehrere Investoren gebe, die Interesse an insgesamt mehr als zwei Hektar Gewerbeflächen hätten. Die Gespräche dazu würden laut der Stadtverwaltung von Lüdenscheid bereits laufen. Außerdem wird seit dem Sommer 2012 auch versucht, die Gewerbefläche international zu vermarkten.

### 2013
Gemäß einem Bericht der Zeitung „Westfälische Rundschau“ vom 2. Januar 2013 soll evtl. auch eine neue zentrale Kreisleitstelle der Feuerwehr im Gewerbegebiet Rosmart errichtet werden. Der Neubau soll entstehen, da das bisherige Feuerwehr-Service-Zentrum in Iserlohn und die Kreisleitstelle in Lüdenscheid massive Platzprobleme in ihren Gebäuden haben. Außerdem könne durch die großen Freiflächen in dem Gebiet auch die zentrale Ausbildungsstätte der Feuerwehren des Märkischen Kreises auf dem Gelände angegliedert werden.
Am 18. Januar 2013 erschien ein weiterer Bericht im „Süderländer Volksfreund“, aus dem hervorging, dass es im Jahr 2013 mehrere Vermarktungserfolge im interkommunalen Gewerbegebiet Rosmart laut der Geschäftsführung geben könne. Dabei gehe es um Erweiterungen sowie Verlegungen von Firmen. Es würden zurzeit dementsprechende Gespräche durch die Geschäftsführung des Gewerbegebietes geführt, unter anderem auch mit einem Unternehmen, das bereits im Gewerbegebiet ansässig sei. Noch im Laufe des ersten Quartals 2013 könne man mit konkreten Ergebnissen rechnen. Gute Fortschritte mache auch der Bau einer neuen Halle, die momentan von einem Sanitärbetrieb errichtet wird.
In den Lüdenscheider Nachrichten erschien am 2. Februar 2013 ein erneuter Bericht, dass eine Lüdenscheider Spedition einen Neubau an der Rosmarter Allee plant. Das Unternehmen hat heute etwa 35 Mitarbeiter und eine Fahrzeugflotte von 30 eigenen Wagen. Deshalb werde die Vergrößerung des Firmensitzes dringend notwendig. Der derzeitige Standort an der Gutenbergstraße im Lüdenscheider Stadtteil Gevelndorf sei zu klein geworden. Mittelfristig geplant seien auf dem 4700 Quadratmeter großen Grundstück eine Lagerhalle sowie ein Bürotrakt für die Spedition. Evtl. soll sogar ein eigenes Ausbildungszentrum am neuen Standort in Rosmart entstehen.
Am 27. November 2013 wurde durch die Lüdenscheider Nachrichten bekannt, dass eine weitere Lüdenscheider Firma von der Nottebohmstraße an der Kalve nach Rosmart umziehen wird. Die Firma hat im Gewerbegebiet Rosmart eine 9600 Quadratmeter große Fläche gekauft und will in den nächsten zwei bis drei Jahren darauf einen Neubau errichten. Die Planungen für den Neubau sollen ab November 2013 beginnen und ab 2014 sind Erdarbeiten an dem erworbenen Gelände geplant. Durch das neue Betriebsgebäude und die Erweiterung in Rosmart will die Firma noch flexibler auf die Anforderungen ihrer Kunden reagieren können. Unter Umständen will die Firma bei Bedarf auch noch eine weitere Halle anbauen.

### 2014
Durch den Rat der Stadt Altena wurde am 3. Dezember 2014 bekannt, dass eine weitere Firma mit 25 Mitarbeitern nach Rosmart ziehen wird.
Am 18. Dezember 2014 gab eine bereits in Rosmart ansässige Firma bekannt, eine Kaufoption für das angrenzende Grundstück einzulösen. Der Kaufpreis für die 15.000 m² große Fläche soll von der Firma noch im Jahr 2014 geleistet werden.
Auch der in Rosmart bereits ansässige Sanitärbetrieb hat im Dezember 2014 ein Grundstück gegenüber seiner bereits stehenden Halle gekauft. Der Betrieb will bis 2016 seine gesamten Aktivitäten vom Dorf Rosmart in den Gewerbepark Rosmart verlegen.
Somit wird der Gewerbepark Rosmart 2014 vsl. keine Verluste machen und die Anteilseigner Altena, Werdohl und Lüdenscheid müssen somit keine Verluste des Gewerbeparks ausgleichen, wie es in den Vorjahren mehrfach der Fall gewesen war.
In den letzten Jahren wurde durch die Gesellschaft des Gewerbeparks und die Politik mehrfach betont, dass man mit dem Gewerbepark Rosmart sowohl heimische wie auch internationale Unternehmen ansprechen wolle.

### 2015
Innerhalb weniger Wochen erfolgte im Januar 2015 der dritte Grundstücksverkauf der Märkischen Gewerbepark Rosmart GmbH (MGR). Eine Lüdenscheider Spedition hat zwei insgesamt 6700 Quadratmeter große Grundstücke erworben. Durch einen Zukauf sei das Unternehmen mittlerweile auf mehr auf 80 Mitarbeiter gewachsen und wolle noch weiter expandieren. In Rosmart sieht das Unternehmen unter anderem diverse Vorteile in der zentralen Lage, der technischen Ausstattung, der günstigen Verkehrsanbindung an die A 45 und der Gestaltungsfreiheit auf dem Gelände. Die bisherigen Flächen reichten zur Erweiterung des Unternehmens nicht mehr aus. Deshalb habe das Unternehmen auch die Option auf eine weitere Fläche in Rosmart ausgehandelt. Außerdem will das Unternehmen mittelfristig in Rosmart auch Lagerflächen vorhalten. Zudem soll es in Rosmart ein erweitertes Bildungsangebot im Logistikbereich und eine erst mal in Eigennutzung betriebene Werkstatt geben. Der Umzug des Unternehmens in den Gewerbepark Rosmart soll spätestens bis zum Jahresende 2015 erfolgen.
Ende August 2015 wurde bekannt, dass sich eine weitere Firma aus Neuenrade in dem Gewerbegebiet Rosmart ansiedeln will. Die Firma hat dazu ein etwa 1000 Quadratmeter großes Grundstück im interkommunalen Gewerbegebiet Rosmart erworben. Der Geschäftsführer der Gesellschaft zur Wirtschafts- und Strukturförderung im Märkischen Kreis (GWS) sieht den Verkauf des Grundstücks als Beleg für eine steigende Nachfrage an. Im gleichen Zuge wurde von der Märkischen Gewerbepark Rosmart GmbH bekanntgegeben, dass es momentan weitere Interessenten für Grundstücke in dem Gewerbegebiet gibt.

## Sehenswertes
Der Rundblick über die umliegenden Wälder und Berge gehört zu den schönsten der Umgebung. Das Gebiet ist außerdem durch zahlreiche Wanderwege erschlossen. Zusätzlich führt der 32 km lange Drahthandelsweg durch Rosmart. Unterhalb vom Stadtteil Rosmart liegt die 1897 eröffnete Fuelbecketalsperre. Auch diese bietet einen landschaftlich interessant Rundweg. Die Talsperre wird bis heute von den Stadtwerken Altena zur Trinkwasserversorgung genutzt.
Die Häuser im Dorf Rosmart selbst bieten einen interessanten Kontrast zu dem nahegelegenen Gewerbepark. Früher war das Dorf sehr stark landwirtschaftlich geprägt. Dies ließ durch die weitere Bebauung der Umgebung teilweise in den letzten Jahrzehnten nach. Allerdings gibt es bis heute noch einige Agrarbetriebe und Felder in der näheren Umgebung. Im Sommer werden Erdbeerpflückungen an den Rosmarter Feldern für die Öffentlichkeit angeboten.

## Verkehrsanbindung

### Bahnverkehr
Die nächstliegenden Bahnhöfe sind der Bahnhof Lüdenscheid und der Bahnhof Werdohl. Beide sind per Auto oder Bus in wenigen Fahrminuten gut erreichbar.

### Busverkehr
Die Anbindung des Stadtteils an den Öffentlichen Personennahverkehr erfolgt durch die Buslinien S2 (Schnellbuslinie), 43 (Stadtbuslinie), 237 und 243 (Schulbuslinien) der Märkischen Verkehrsgesellschaft (MVG).
Wichtige Bushaltestellen in dem Stadtteil sind: „Abzw. Horst“, „Rosmart“, „Abzw. Brenge“, „Brunscheid“ und „Gockeshohl“.

### Straßenverkehr
Die Anbindung an das Bundesautobahnnetz erfolgt über die nahegelegene Abfahrt Nr. 14 Lüdenscheid der Bundesautobahn 45. Diese führt Richtung Norden nach Hagen und Dortmund sowie in Richtung Süden nach Siegen, Wetzlar, Gießen und Frankfurt am Main. Eine weitere Anschlussstelle ist die Abfahrt Nr. 13 Lüdenscheid-Nord und die Abfahrt Nr. 15 Lüdenscheid-Süd der A 45. Auch die Bundesstraße 229 liegt unterhalb von Rosmart und ist innerhalb weniger Fahrminuten gut erreichbar. Parkplätze innerhalb von Rosmart sichern den Autofahrern Parkmöglichkeiten zu.